# MAC-cím
A MAC-cím (Media Access Control) egy hexadecimális számsorozat, amellyel még a gyártás során látják el a hálózati kártyákat.
A hálózat többi eszköze a MAC-címet használja a hálózat előre meghatározott portjainak azonosítására. Ezek mellett az irányítótáblák és egyéb adatszerkezetek létrehozására és frissítésére is alkalmas. Egyebek mellett a hardvercím, MAC-rétegbeli cím és fizikai cím elnevezés is használatos.

## Kiosztása
Minden eszköznek saját MAC-címe van. A több interfésszel rendelkező eszközöknek célszerűen több is lehet. A címet (címtartományokat) a szabványügyi hivatal adja ki a gyártónak, és ezt a gyártó fizikailag "beégeti" vagy szoftverrel beállítja az interfészben. A címet 12 darab hexadecimális számjegy formájában szokták megadni, amelyből az első hat hexadecimális számjegy kiosztását az IEEE felügyeli, ezek a gyártót vagy az eladót azonosítják. A MAC-címnek ezt a részét egyedi szervezetazonosítónak (Organizational Unique Identifier, OUI) nevezzük. A fennmaradó hat hexadecimális számjegyet a gyártó adminisztrálja saját körben.
Elvileg előfordulhat, hogy egyes gyártók hibájából azonos MAC-címmel láttak el teljes terméksorozatokat, vagy egy eszköz több portját, amelyek akár helyi-, vagy internethálózati gondokat is okozhatnak.
Ugyanezt a hibát elő is lehet idézni olyan eszközökkel, amelyek támogatják a MAC-cím felhasználó általi átdefiniálását.
Az azonos MAC-cím megzavarhatja a tűzfal, a router, a DHCP-szerver stb. működését, ezért hálózati problémák esetén érdemes lehet leellenőrizni, hogy nincs-e több azonos MAC-című hálózati csatolóval ellátott eszköz egy hálózaton.

## Kiolvasása
A MAC-cím Windows alóli elérése (parancssorból):
```
ipconfig /all
```

Alapértelmezésben a TCP/IP-hez kötött adapterekhez csak az IP-cím, az alhálózati maszk és az alapértelmezett átjáró jelenik meg.  A / all kapcsolóval teljes konfigurációinformációt jelenít meg.
A MAC címet 
```
Fizikai cím . . . . . . . . . . . . . : 00-xx-xx-xx-xx-xx
```

formában írja ki (ahol az xx-ek helyén 00-FF közötti értékeket vehet fel, lásd: kiosztás).
A MAC-cím Windows parancssorból (cmd) vagy DOS alól:
```
getmac
```

Leírás: Ez a parancssori eszköz lehetővé teszi, hogy a rendszergazda megjelenítse a rendszer egy vagy több hálózati adapterének MAC-címét.
Linux és BSD rendszerekben jellemzően az
```
ip addr show
```

tájékoztat sok más hálózati paraméter mellett a MAC-címről is.